# La Bande des Quatre
O Grupo dos Quatro (em francês:  La Bande des Quatre) é um filme francês de drama de 1989 dirigido por Jacques Rivette.
Participou do 39º Festival de Berlim, onde ganhou menção honrosa.

## Sinopse
Um quarteto de aspirantes a atrizes vivem juntas enquanto estudam com um treinador exigente. Enquanto elas ensaiam a peça La Double inconstance de Pierre de Marivaux, conflitos por trás das cenas se aproximam de suas vidas na forma de um homem misterioso e ameaçador com uma história sinistra para contar.

## Elenco
- Bulle Ogier
- Benoît Régent
- Fejria Deliba
- Laurence Côte
- Bernadette Giraud
- Inês de Medeiros
- Nathalie Richard
- Irène Jacob
- Pascale Salkin
- Dominique Rousseau
- Agnès Sourdillion
- Irina Dalle
- Caroline Gasser
- Florence Lannuzel
- Françoise Muxel
- Karine Bayard